# Anomalepis aspinosus
Espèce
Anomalepis aspinosus est une espèce de serpents de la famille des Anomalepididae. 

## Répartition
Cette espèce est endémique de la région de Cajamarca au Pérou.

## Publication originale
- Taylor, 1939 : Two new species of the genus Anomalepis Jan, with a proposal of a new family of snakes. Proceedings of the New England Zoological Club, Boston, vol. 17, p. 87-96.